# 타어

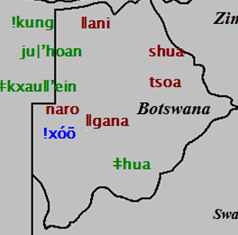

타어(Taa) 또는 꽁옹어(ǃXóõ)는 투어족에 속하는 언어로, 음소가 141개가 있으며 그 대부분이 흡착음이다. 1995년 기준으로 보츠와나에서 3000~4000여 명, 나미비아에서 200여 명이 쓴다.

## 특징
1990년대에 응쯧응어(Nǁng)  구사자가 다시 발견될 때까지 투어족의 마지막 살아남은 언어로 여겨졌다. 투어족은 이른바 코이산 제어를 이루는 세 어족 중 하나이다.
하나의 통일된 언어라기보다는 여러 가지 방언으로 구성된 방언 연속체를 형성하는 언어이다.

## 음운

### 모음
모음은 [a e i o u] 다섯 개가 있으며, 모두 속삭이는 목소리로 변화하거나 성문음화할 수 있다. [a o u]는 인후음화한 상태에서 속삭이는 소리로 변화할 수 있다. [a u]는 성문음화한 상태에서 인두음화할 수 있다.

모음은 모두 비음화할 수 있다.
꽁옹어의 성조는 고성(á), 중성(ā), 저성(à), 떨어지는 중성(â)으로 네 가지가 있다.

### 자음
| 비흡착음 | 비흡착음             | 양순  | 치  | 치조   | 경구개 | 연구개 | 해당하는 흡착음? | 구개수     | 해당하는 흡착음? | 성문 |
| 폐쇄음   | 유성                 | b ~ v | d   | dz     |        | g      | g! 등            | ɢ ~ ɴɢ     | ɢ! ~ ɴɢ! 등      |      |
| 폐쇄음   | 무성                 |       | t   | ts     |        | k      | k! 등            | q          | q! 등            | ʔ    |
| 폐쇄음   | 유기                 |       | tʰ  | tsʰ    |        | kʰ     | k!ʰ 등           | qʰ         |                  |      |
| 폐쇄음   | 방출                 |       |     | ts’    |        | kx’    | k!’q’ 등         | (q’)       | (q!’) 등         |      |
| 폐쇄음   | 거센 자음군(cluster) |       | dtʰ | dtsʰ   |        |        | g!ʰ 등           | ɢqʰ ~ ɴɢqʰ | ɢ!h 등           |      |
| 폐쇄음   | 방출 자음군          |       |     | dts’   |        | gkx’   | g!q’ 등          |            |                  |      |
| 마찰음   | 무성                 |       |     | s      |        | x      | k!x 등?          |            |                  |      |
| 비음     | 유성                 | m     |     | n      | ɲ      | (ŋ)    | ŋ! 등            |            |                  |      |
| 비음     | 성문화               | m’    |     | n’     |        |        | ʔŋ! 등           |            |                  |      |
| 기타     | 기타                 |       | (l) | dʲ ~ j |        |        |                  |            |                  |      |

### 흡착음
| 파찰 흡착음 | 파찰 흡착음 | 파찰 흡착음 | ‘날카로운’ 흡착음 | ‘날카로운’ 흡착음 | 대응되는 음(accompaniment, along with speaker or dialect variation)                           |
| 양순        | 치          | 설측        | 경구개            | 연구개            | 대응되는 음(accompaniment, along with speaker or dialect variation)                           |
| kʘ          | kǀ          | kǁ          | k!                | kǂ                | 무성 폐쇄음(k)                                                                                |
| qʘ          | qǀ          | qǁ          | q!                | qǂ                | 무성 구개수음(q)                                                                              |
| ŋ̊ʘ          | ŋ̊ǀ          | ŋ̊ǁ          | ŋ̊!                | ŋ̊ǂ                | 무성 비음(ŋ̊)                                                                                  |
| gʘ          | gǀ          | gǁ          | g!                | gǂ                | 유성음(g)                                                                                     |
| ɢʘ          | ɢǀ          | ɢǁ          | ɢ!                | ɢǂ                | (전비음화한) 유성 구개수음(ɢ, ɴɢ)                                                             |
| ŋʘ          | ŋǀ          | ŋǁ          | ŋ!                | ŋǂ                | 유성 비음(ŋ)                                                                                  |
| kʰʘ         | kʰǀ         | kʰǁ         | kʰ!               | kʰǂ               | 격음(kʰ)                                                                                      |
| ŋ̊ʘʰ         | ŋ̊ǀʰ         | ŋ̊ǁʰ         | ŋ̊!ʰ               | ŋ̊ǂʰ               | Ingressive voiceless nasal with delayed aspiration(↓ŋ̊ʰ)                                       |
| kʘˣ         | kǀˣ         | kǁˣ         | k!ˣ               | kǂˣ               | 무성 파찰음(kˣ)                                                                               |
| ʔŋʘ         | ʔŋǀ         | ʔŋǁ         | ʔŋ!               | ʔŋǂ               | 전후두음화한 비음(ʔŋ)                                                                         |
| qʘ’         | qǀ’         | qǁ’         | q!’               | qǂ’               | 구개수 방출음(q’)                                                                             |
| kʘʔ         | kǀʔ         | kǁʔ         | k!ʔ               | kǂʔ               | 후두음화 파열음(k͡ʔ)                                                                           |
| gʘx         | gǀx         | gǁx         | g!x               | gǂx               | 유성 연구개 파열음에 뒤따르는 무성 연구개 마찰음(gx, gkx)                                     |
| kʘ’q’       | kǀ’q’       | kǁ’q’       | k!’q’             | kǂ’q’             | 연구개 방출음에 뒤따르는 구개수 방출음(k’q’, 방언에 따라 kx’도 있음)                          |
| gʘq’        | gǀq’        | gǁq’        | g!q’              | gǂq’              | 유성 연구개 파열음에 뒤따르는 구개수 방출음(gq’, 방언에 따라 gkx’도 있음)                     |
| gʘh         | gǀh         | gǁh         | g!h               | gǂh               | 유성 연구개 파열음에 뒤따르는 격음(gh, gkʰ)                                                   |
|             | ɢǀh         |             | ɢ!h               | ɢǂh               | 유성 (전비음화) 구개수 파열음에 뒤따르는 격음, 연구개 마찰음, 또는 구개수 전음(ɴɢh, ɴɢx, ɴɢʀ) |

## 문법
꽁옹어는 주어 서술어 목적어 형식으로, 전치사, 성, 형용사, 관계대명사가 있다. 수사는 명사 뒤에 오며, 사역 동사를 만들기 위해 음절의 중복이 일어난다. 다른 코이산 제어와 마찬가지로 문장 처음에 의문사가 오는 경향이 있다.

## 참고 문헌
- Traill, Anthony (1994). A !Xóõ Dictionary, (Quellen zur Khoisan-Forschung, vol. 9), Köln: Rüdiger Köppe. ISBN 3-927620-56-4.
- Traill, Anthony (1985). Phonetic and phonological studies of "!Xóõ" Bushman, Hamburg: Helmut Buske. ISBN 3-87118-669-4.